# Đại biểu nhân dân (báo)
Đại biểu Nhân dân là cơ quan ngôn luận trực thuộc Văn phòng Quốc hội của nước Cộng hòa xã hội chủ nghĩa Việt Nam, đại diện cho tiếng nói của Quốc hội và cũng là diễn đàn của Đại biểu Quốc hội, Hội đồng nhân dân và Cử tri.

## Lịch sử
Ngày 5 tháng 10 năm 1988, Hội đồng Nhà nước đã ban hành Quyết định số 96/HÐNN chính thức thành lập Tạp chí Người đại biểu nhân dân, nhân sự tại thời điểm này chỉ có hai người nhưng tòa soạn đã in ấn và phát hành 10.000 bản. Sau đó Ủy ban Thường vụ Quốc hội tiếp tục chuyển đổi tạp chí thành Báo Người đại biểu nhân dân vào cuối năm 2001.
Năm 2006, ấn phẩm được cấp phép trở thành nhật báo xuất bản hàng ngày và khai trương trang thông tin điện tử. Ba năm sau, tờ báo nâng cấp lên phiên bản báo điện tử và đổi tên thành Báo Đại biểu nhân dân theo nghị quyết số 816/2009/UBTVQH12 do Ủy ban Thường vụ Quốc hội ban hành. Năm 2010, báo trực tuyến chính thức đi vào hoạt động, một thập kỷ sau ấn phẩm khai trương tòa soạn điện tử và thay đổi giao diện mới.

## Danh hiệu
| Quốc gia | Năm  | Giải thưởng                    | Ct.    |
| -------- | ---- | ------------------------------ | ------ |
| Việt Nam | 2018 | Huân chương Lao động hạng Nhì  | [ 9 ]  |
| Việt Nam | 2023 | Huân chương Lao động hạng Nhất | [ 10 ] |